# Harrisburg (Missouri)
Harrisburg és una població dels Estats Units a l'estat de Missouri. Segons el cens del 2000 tenia 184 habitants.

## Demografia
Segons el cens del 2000, Harrisburg tenia 184 habitants, 77 habitatges, i 50 famílies. La densitat de població era de 103 habitants per km².
Dels 77 habitatges en un 32,5% hi vivien nens de menys de 18 anys, en un 50,6% hi vivien parelles casades, en un 13% dones solteres, i en un 33,8% no eren unitats familiars. En el 31,2% dels habitatges hi vivien persones soles el 16,9% de les quals corresponia a persones de 65 anys o més que vivien soles. El nombre mitjà de persones vivint en cada habitatge era de 2,39 i el nombre mitjà de persones que vivien en cada família era de 2,96.
Per edats la població es repartia de la següent manera: un 25,5% tenia menys de 18 anys, un 10,3% entre 18 i 24, un 26,6% entre 25 i 44, un 22,8% de 45 a 60 i un 14,7% 65 anys o més.
L'edat mediana era de 36 anys. Per cada 100 dones de 18 o més anys hi havia 80,3 homes.
La renda mediana per habitatge era de 40.714 $ i la renda mediana per família de 44.167 $. Els homes tenien una renda mediana de 30.000 $ mentre que les dones 24.375 $. La renda per capita de la població era de 14.298 $. Entorn del 12% de les famílies i el 18% de la població estaven per davall del llindar de pobresa.

## Poblacions més properes
El següent diagrama mostra les poblacions més properes.